# دنی هاینز
دنی هاینز (انگلیسی: Deni Hines؛ زادهٔ ۴ سپتامبر ۱۹۷۰) خواننده اهل استرالیا است. وی از سال ۱۹۸۵ میلادی تاکنون مشغول فعالیت بوده است.